# Blanche (Zeichentrickserie)
Blanche ist eine französisch-italienische Zeichentrickserie, die zwischen 2003 und 2006 produziert wurde.

## Handlung
Blanche ist ein besonderes Schaf, das sich durch seine Hartnäckigkeit, Intelligenz, Mut, sowie Zärtlichkeit, Friedlichkeit und Hilfsbereitschaft gegenüber anderen und im Besonderen ihrer Freunde auszeichnet. So hilft sie ihnen bei der Alltagsbewältigung und unterstützt sie bei ihren Arbeiten. Zudem findet sie auf alle Fragen, die sie von den anderen Tieren gestellt bekommt, eine Antwort. Leidenschaftlich versucht sie Harmonie im Tierreich zu schaffen. Ihr bester Freund ist der verträumte und vegetarisch lebende Löwe Leonard. Außerdem dabei sind Pinky, das nach Erdbeeren süchtige Schwein, der melancholische Pinguin Peter, der Hund Wuff, Alex der Fuchs, Grumfel die Fledermaus, Caesar das Walross, Lola der Koala, Baunz das Känguru, die Zwillingsflusspferde Ralf und Rolf und Rudy die Ente.

## Produktion und Veröffentlichung
Die Serie wurde zwischen 2003 und 2006 nach der Idee und dem Drehbuch von Loredana Middione produziert, die auch Regie führte. Zuständige Produktionsfirmen waren Graphism, France 5, Band The Animation, VGI Entertainment, Les Films de la Perinne und RAI.
Die deutsche Erstausstrahlung fand am 19. November 2007 auf KI.KA statt.

## Episodenliste
| Folge | deutscher Titel                                 |
| 1     | Biene in Not!                                   |
| 2     | Der verschwundene See                           |
| 3     | Das Überraschungsgeschenk                       |
| 4     | Rote Flecken                                    |
| 5     | Ein geheimnisvoller Freund                      |
| 6     | Aktion sauberes Seeufer                         |
| 7     | Rate mal, wer zum Essen kommt?                  |
| 8     | Alles Schlechte zum Geburtstag, lieber Grumfel! |
| 9     | Der süße Duft … der Zwiebeln!                   |
| 10    | Wer hat Lust auf Camping?                       |
| 11    | Aus Alt mach Neu                                |
| 12    | Zu viele Köche                                  |
| 13    | Wer hat es gesehen?                             |
| 14    | Blanches Wunderwolle                            |
| 15    | Wo ist Caesar?                                  |
| 16    | Lichter im Dunkeln                              |
| 17    | Die Blumenkohlkur                               |
| 18    | Bezaubernde Lola                                |
| 19    | Hallo Baby!                                     |
| 20    | Das Monster im See                              |
| 21    | Eine wachsende Leidenschaft                     |
| 22    | Die Schatzsuche                                 |
| 23    | Ein unerwarteter Gast                           |
| 24    | Star in geheimer Mission                        |
| 25    | Der verschwundene Knochen                       |
| 26    | Der Tanzball                                    |